# راتاتوي (طبق)

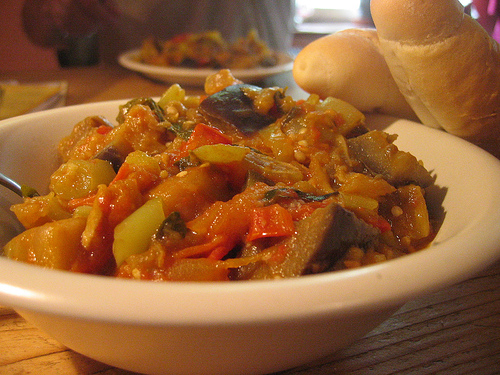
طبق الرتتوي

رَتَتُوي (بالفرنسية: Ratatouille)‏ هو طبق يخنة خضار تقليدي من أطباق مقاطعة بروفنس الفرنسية ابتدع في مدينة نيس. الاسم الكامل للطبق هو رتتوي نيسواز (بالفرنسية: ratatouille niçoise)‏. في العادة، يقدم طبق الرتتوي كطبق جانبي كما يمكن تقديمه كطبق رئيسي مع الأرز أو الخبز.

## المنشأ
مصدر كلمة رتتوي هي من الكلمة القسطانية راتاتولها (ratatolha) ووصفة طهيها أتت من المطبخ القسطاني. كما تستعمل في اللغة الفرنسية فعل (touiller) يدل على خلط الطعام. أتى الطبق من نواحي بروفنس القسطانية في جنوب فرنسا ومدينة نيس. كما تتشابه طريقة طهي رتتوي مع طبق سامفينا القطلوني وتومبيت من ميورقة.

## طريقة تحضيره
المكون الرئيس للطبق هي بندورة مع الثوم البصل الكوسا الباذنجان الفليفلة الجزر المردقوش الحبق الزعتر ومزيج من الأعشاب مثل توابل بروفنسال. تقطع الخضروات إلى مكعبات صغيرة ثم تقلى بالقليل من الزيت أو الزبدة ثم يضاف المنكهات وتقدم.